# Battle Mountain, Nevada
Battle Mountain är administrativ huvudort i Lander County i Nevada trots att det är ett kommunfritt område. Vid 2010 års folkräkning hade Battle Mountain 3 635 invånare.